# Rivo Rakotovao
Rivo Rakotovao (12 maggio 1960) è un politico malgascio.
È stato Capo dello Stato della Repubblica del Madagascar ad interim dal 2018 al 2019 in qualità di Presidente del Senato del Madagascar, carica che ha ricoperto dal 2017 al 2021.